# Leiodontium surculare
Leiodontium surculare är en bladmossart som beskrevs av William Russell Buck och B. C. Tan in B. C. Tan 1991. Leiodontium surculare ingår i släktet Leiodontium och familjen Hypnaceae. Inga underarter finns listade i Catalogue of Life.